# Bojarskaja (rejon tarnoski)
Bojarskaja (ros. Боярская) – wieś w Rosji, w rejonie tarnoskim obwodu wołogodzkiego. W 2010 r. liczyła 1 mieszkańca.